# جافری برگن
جافری برگن (انگلیسی: Geoffrey Burgon؛ ‏ ۱۵ ژوئیهٔ ۱۹۴۱ – ۲۱ سپتامبر ۲۰۱۰) موسیقی‌دان و آهنگساز اهل بریتانیا بود.
از فیلم‌ها یا مجموعه‌های تلویزیونی که وی در آن‌ها نقش داشته‌است، می‌توان به زندگی برایان، سگ‌های جنگ، رابین هود، شاهد خاموش و باری دیگر برایدزهد اشاره نمود.
وی برندهٔ جوایز گوناگونی چون جایزه آیور نوولو و جایزهٔ بفتا شده بود.